# Дискурс

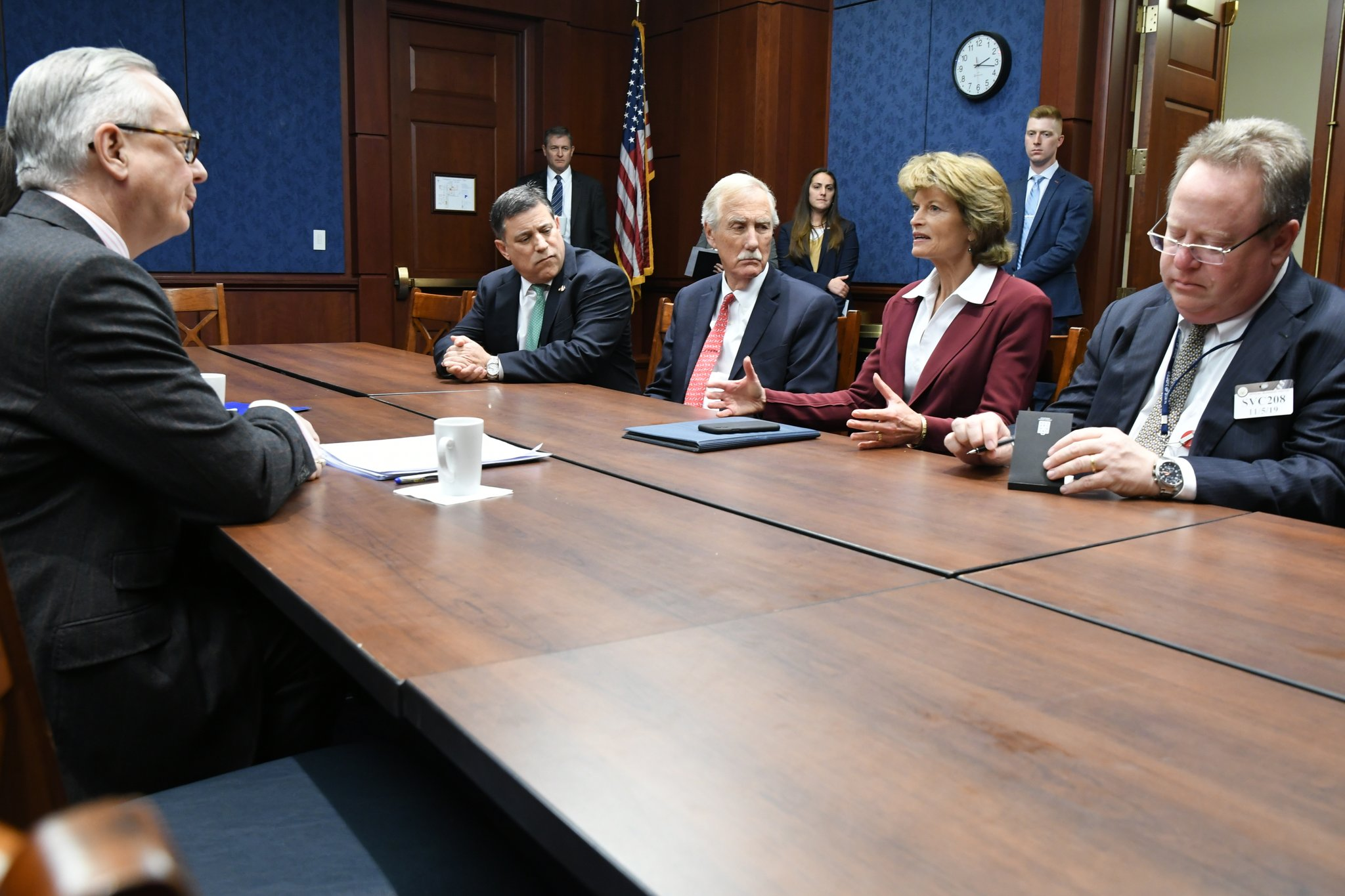
Мовлення та ситуація, в якій воно відбувається, складають дискурс

Ди́скурс (від фр. discours — промова, розмова на тему чогось) — єдність мовлення та ситуації, в якій воно відбувається. Включає як перебіг мовлення, так і його передумови, обмеження та результати, позамовний контекст і невисловлені цілі й наміри, які супроводжують акт мовлення.

## Історія терміна
У латинській мові слово «discursus» означало «розмова про щось». У значенні «спілкування» воно відоме у класичній латині, а у середньовічній латині набуває додаткового значення — «міркування». В епоху європейського Відродження, наприкінці XVI ст., «discursus» починає вживатися щодо усного чи письмового обговорення про дещо. У цей же час виникає «discours» і «discourse» на позначення процесу розуміння, роз'яснення, обмірковування чого-небудь суб'єктом, переважно — у вигляді формального виступу чи обговорення.
Вважається, що першим у значенні, близькому до сучасного, слово вжив американський лінгвіст Зеллінг Гарріс у 1952 році у статті «Discourse Analysis». Там він звертав увагу на вивчення мовних одиниць, довших за одне речення, з урахування соціальної ситуації, в якій вони існують. Як науковий термін, «дискурс» оформився в працях французького мовознавця Еміля Бенвеніста на початку 1970-х років. Слово набуває значення мови, яка присвоюється суб'єктом, з метою впливати на слухача. Російський філолог і філософ Михайло Бахтін паралельно вказував, що мовлення відбувається крізь призму суб'єктивних потреб і бажань і у рамках жанру мовлення. Швейцарський лінгвіст Патрік Серіо визначав дискурс як систему вимог, що накладаються на висловлювання з огляду на соціальну чи ідеологічну позицію. Нідерландський лінгвіст Тен ван Дейк розглядав дискурс у вузькому значенні як текст чи розмову та широкому як «комунікативну подію, що відбувається між мовцем, слухачем (спостерігачем та ін.) в процесі комунікативної дії в певному часовому, просторовому та іншому контексті».
Філософського звучання термін набув завдяки роботам Мішеля Фуко, зокрема «Порядок дискурсу» (1971). У визначенні Фуко, дискурс — це «сукупність висловлювань, що належать до однієї і тієї ж системи формацій. Саме таким чином я можу говорити про кліматичний дискурс, дискурс економічний, дискурс природничої історії і дискурс психіатрії». На його думку, в суспільстві дискурс організовується, контролюється, піддається селекції та перерозподіляється за допомогою процедур, призначених приборкати непередбачуваність, нейтралізувати владні повноваження. Багато у чому завдяки роботам Фуко, Мішеля Пешо, Луї Альтюссера, Жака Дерріди, Жака Лакана французька школа дискурсного аналізу відрізняється більшою філософською спрямованістю, увагою до ідеологічних, історичних, психоаналітичних аспектів дискурсу.
У філософії дискурс — це крім того міркування, у якому кожна наступна логічна ланка залежить від попередньої і зумовлює наступну. Термін «дискурсивне мислення» може вживатися як синонім логічного, раціонального мислення. В новоєвропейській метафізиці дискурсом також називається вид пізнання, що відбувається за посередництва апріорних почуттів і розуму, на відміну від інтелектуальної інтуїції.

## Характеристики дискурсу
Дискурс відбувається як діалог чи полілог у спільних для всіх його учасників рамках: мовних, тематичних, культурних тощо. Кожен дискурс має мету свого перебігу. Наприклад, мета політичного дискурсу — боротьба за владу, наукового — встановлення істинності й закономірності, педагогічного — соціалізація, навчання людини, рекламного — просування товару або певного стилю поведінки. Проте внутрішньо дискурс не обов'язково впорядкований. Можливий і такий дискурс, у якому учасники мають протилежні позиції. Нормальний дискурс відбувається за попереднього визначення його об'єкта й предмета, того, які аргументи та результати в ньому прийнятні. Дискурс, у якому ці умови відсутні чи не дотримуються, називається аномальним. Утім, його результат може бути як негативним (перетворення в абсурд), так і позитивним (віднайдення нових, революційних рішень). Постмодерна філософія визнає нормальний та аномальний дискурси рівноцінними.
Дискурс є мовним знаком вищого (суспільного) порядку, порівняно з текстом, і як будь-який знак, володіє матеріальною оболонкою та ідеальним значенням. Тому дискурс неможливо вивчати у відриві від середовища його існування. Передусім це соціальна дійсність, яка конструюється взаємодією індивідів у процесі символічної взаємодії між собою. Важливу функцію також виконує мова, яка слугує чинником координації дії учасників дискурсу, а також міміка, інтонація, жести. Тому часто дискурс характеризується як «мова, занурена в життя». Після свого завершення дискурс перетворюється на текст.
Єдність місця й часу, в рамках яких відбувається дискурс, називається його хронотопом (часопростором). Так, хронотоп може бути історичним, художнім тощо. Термін «дискурс», на відміну від терміна «текст», не вживається щодо старовинних та інших текстів, зв'язки яких з життям не відновлюються безпосередньо.

## Основні типи дискурсів

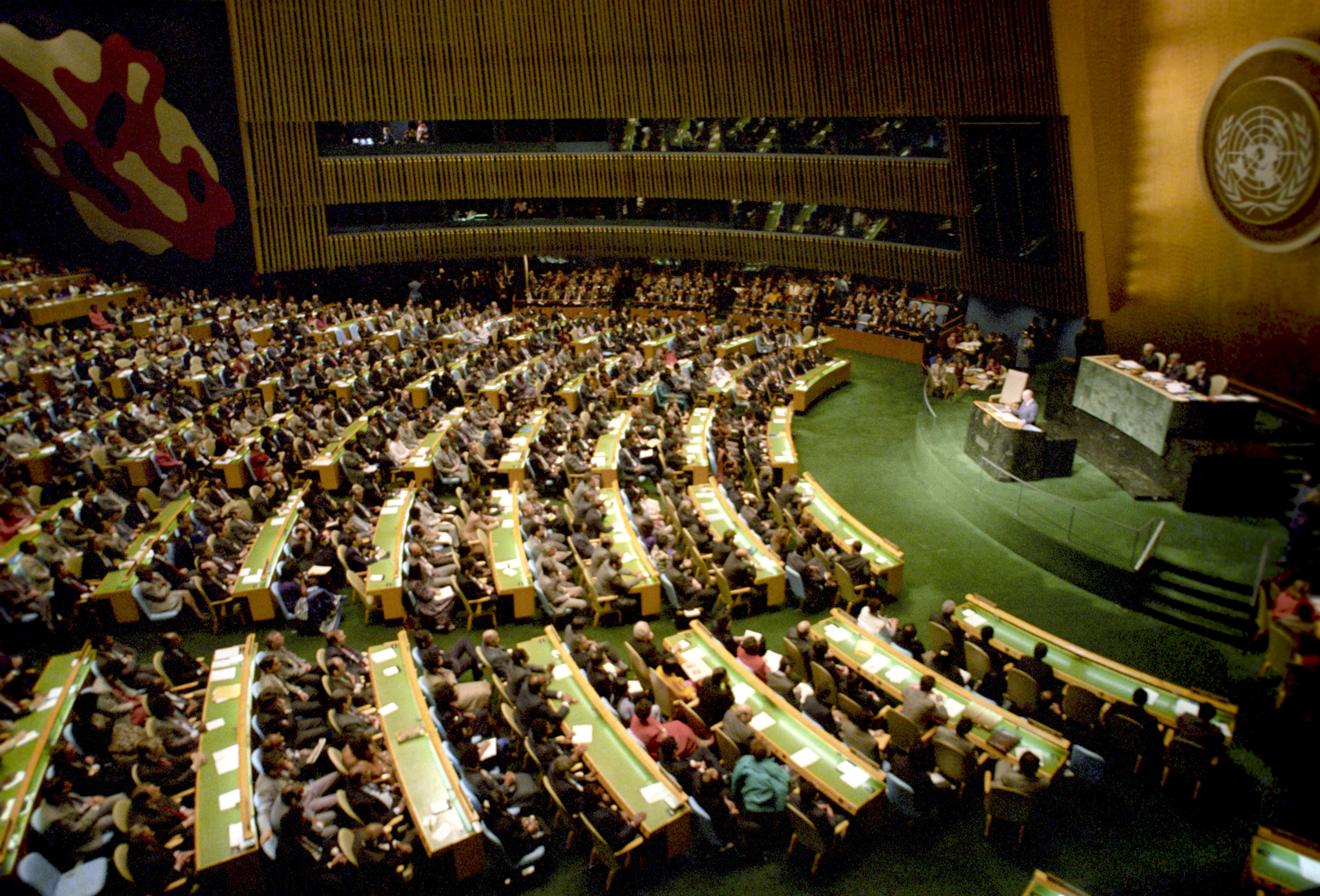
Засідання політичних організацій відбуваються в полі політичного дискурсу

Однією з найповніших класифікацій дискурсів є класифікація Георгія Почепцова. Він виокремлює теле- і радіодискурси, газетний, театральний, кінодискурс, літературний дискурс, дискурс у сфері паблік рілейшнз (ПР), рекламний дискурс, політичний, релігійний (фідеїстичний) дискурси.
Теле- і радіодискурс. Передбачає невимушеність, неофіційність. Автори теле- і радіопередач створюють знаковий образ живого мовлення. Мовець (диктор) і слухач (глядач) перебувають у різних точках простору і часу, не можуть коригувати мовлене і почуте — наприклад, перепитати. Темп подавання/відбору інформації не залежить від слухача/глядача. Статус мовця — офіційний, слухача/глядача — неофіційний. Теледискурс поєднує слово і зображення, що є особливим семіотичним «синтаксисом» зі складними правилами.
Газетний дискурс. Характеризується розривом у просторі й часі для автора та читача. На відміну від усної комунікації, він розлогіший, повніший, аргументованіший. Оскільки має писемну (друковану) форму, то відбір слів, конструкцій відбувається за законами писемного (друкованого) спілкування. Значну увагу приділяють не лише змісту, а й формі викладу. Словниковий запас газетного дискурсу приблизно 20 тис. (розмовного — 2—3 тис.) номінативних одиниць.
Цей вид дискурсу передбачає колективну працю (редактори, коректори впливають на його формування), а тому індивідуальний стиль адресанта значно нівелюється. Він ґрунтується на двох моделях подачі змісту — фактичній (головним є виклад факту) і авторській (факт слугує лише приводом для викладу авторського погляду на подію). У західній масовій комунікації на першому місці фактична модель, у вітчизняній — авторська. Газетний (як і теле- і радіо) дискурс має потенційну небезпеку маніпуляції людською свідомістю.
Театральний дискурс. Театральні знаки символічні. Театральна комунікація дуже умовна: актори вдають, що не бачать глядачів; глядачі не можуть втручатися в дію (за деякими винятками); світ акторів і глядачів віддалений; на сцені мають місце не дії, а знаки дій. У театральному дискурсі спрацьовує кілька знакових систем: декорації, одяг, освітлення. Усе це має символічний характер. Театральний дискурс виник на основі ритуального дискурсу, а тому ритуал живе в театрі.
Кінодискурс. Шлях інтерпретатора в ньому пролягає від тексту до мови (у звичайній комунікації — від мови до тексту). Глядачі не можуть втручатися в кінодію. У межах кінодискурсу спостерігається складний «синтаксис» зображення і слова. Кінодискурс збагатив людську ментальність новим типом семіотичної одиниці, яка будується за законами невідповідності (монтажу), кадри, розташовані поряд, вимагають віднайдення зв'язку між ними, творчої уяви. Кіно, як і театр, знає лише теперішній час; це поєднує глядача з дією.

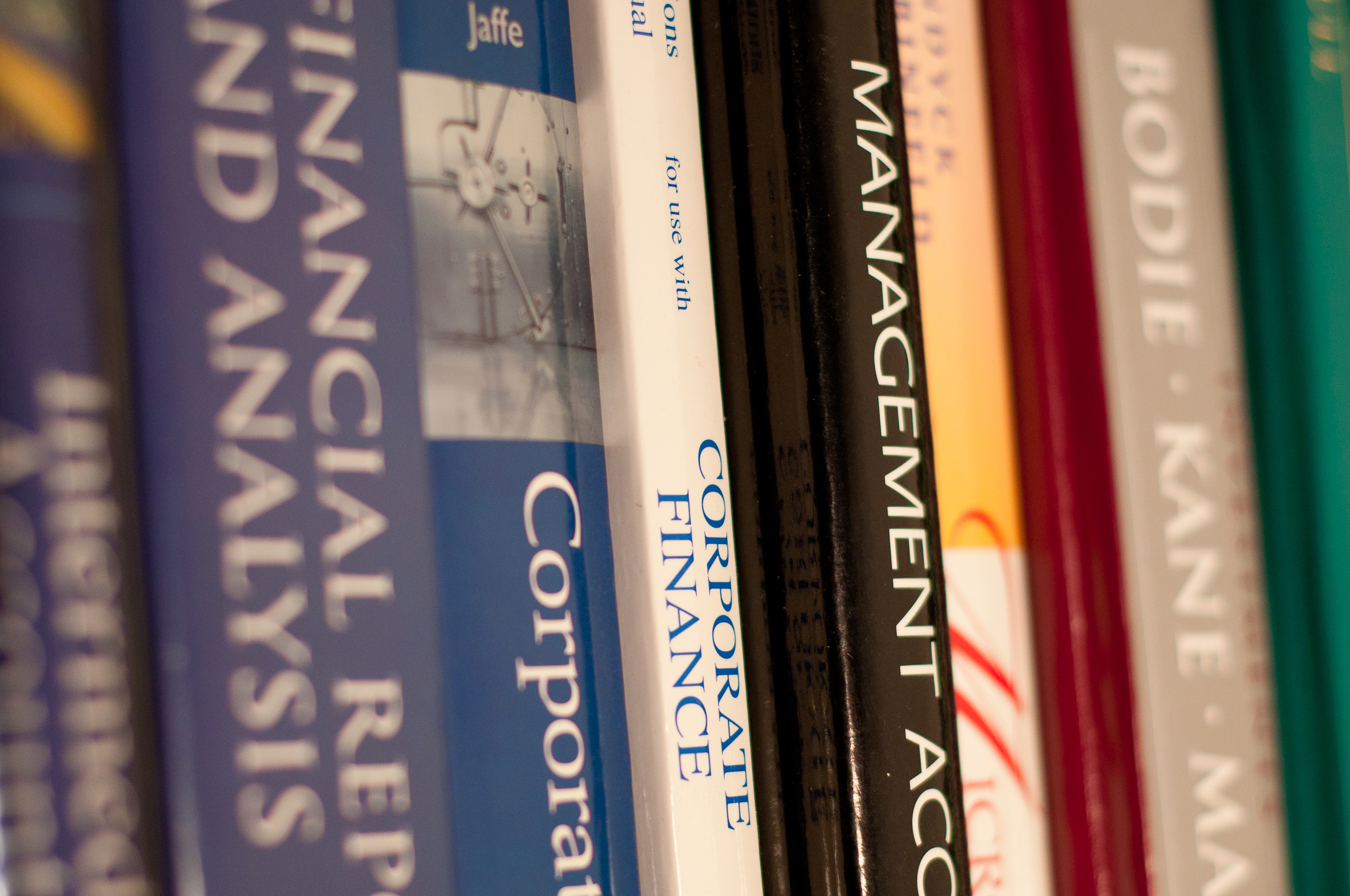
Книги є частиною літературного дискурсу

Літературний дискурс. Є одним із найстаріших. У літературній комунікації форма має важливіше значення, ніж зміст, а тому в його межах істотну роль відіграють засоби полегшення сприйняття: ритм, рима. Літературний текст будується з урахуванням принципів порушення законів автоматизму руху звичайного спілкування. Художній текст стає деавтоматизованим, великою мірою завдячуючи своїй багатозначності: кожен читач знаходить власний зміст. У художній комунікації найважливішу роль відіграє особа автора. Нині літературний текст індивідуалізований. Однак так було не завжди: у середньовіччі автор намагався не демонструвати індивідуальної манери, «ховався» за традицію, канон. У сприйнятті й «дешифруванні» художнього тексту вагоме значення має читач, який надає йому особистісних смислів, перетворює на дискурс.
Дискурс у сфері паблік рілейшнз (PR). Це відносно новий тип дискурсу, спрямований на встановлення зв'язків між інституціями, партіями, окремими політиками тощо і суспільством загалом. Такі зв'язки роблять діяльність організації, політика прозорішою, зрозумілою решті суспільства.
З його допомогою: здійснюють плановий і постійний зв'язок між організацією і громадськістю, підтримують нормальні відносини; проводять моніторинг свідомості, думок, ставлень і поведінки як усередині організації, так і поза нею; аналізують вплив політики на спільноту; модифікують елементи політики, процедури і дії, якщо вони суперечать інтересам спільноти і діяльності певної організації; апробують нові прийоми політики, дій і впливів на спільноту; здійснюють зміни в ставленнях, поведінці всередині певної організації й поза нею; формують нові чи/або закріплюють старі зв'язки між організацією і спільнотою тощо.
Для виконання цих функцій PR-дискурс використовує різноманітні засоби, прийоми, інструменти, найдієвішими серед яких є прес-конференції, виставки, презентації, інтерв'ю, буклети, статті, вебсторінки в Інтернеті тощо. PR-дискурс може створювати позитивний імідж не лише певній інституції чи політику, а й цілій країні. ПР У зовнішній політиці держави — функція державного управління, яка вивчає та оцінює настрої і ставлення міжнародної спільноти, розробляє та реалізує програму дій, спрямовану на досягнення кращого розуміння міжнародною спільнотою і позитивного ставлення до держави на міжнародній арені. Важлива роль ПР у руйнуванні стереотипів та упереджень щодо певної держави, її керівництва, внутрішньої і зовнішньої політики тощо, а також у кризові для держави періоди.
Рекламний дискурс. Має завдання — привернути увагу споживача до одного з багатьох, як правило, однакових товарів, створити йому позитивний імідж, щоб він запам'ятався надовго, а найкраще — назавжди. Рекламний дискурс спрямований не на товар, а на продаж типових психологічних уподобань людей. Продається не сам товар, а його символічний відповідник.
Політичний дискурс. Спрямований на майбутній контекст (тоді як літературний — на минулий, ЗМІ — на теперішній). Майбутні контексти вигідні: їх важко заперечити, неможливо на даний час перевірити. Свої ідеї політичний дискурс проголошує найкращими. Як правило, творить образ і навіть модель ворога. Саме ворог увесь час винен у тому, що ситуація є не такою, як планувалося. Ворог завжди цементує суспільство, яким легко керувати. Політичний дискурс моделює інтереси суспільства, тобто він формується авторами і «споживачами», оскільки їх очікування і бажання «вмонтовані» в нього. Часто дискурсивні вміння політика важать більше, ніж його особистісні риси.
Релігійний (фідеїстичний) дискурс. Деякі вчені подають його як рівнозначний іншим, а деякі вказують на відмінність фідеїстичної комунікації від інших типів спілкування. Сучасний американський соціолог Роберт Белла визначив релігію як особливу систему комунікації — «символічну модель, яка формує людський досвід — як пізнавальний, так і емоційний». У розв'язанні найважливіших проблем буття. Основою релігійної комунікації є передавання життєво важливих для людини і суспільства етичних смислів. Вони сприймаються як заповіді, які Абсолют (Бог) відкрив людям. Боже Одкровення сприймається як дароване священне знання — повне, бездоганне і найголовніше серед усіх знань.

## Рекомендована література
- Макаренко Є. А., Кучмій О. П. Дискурс // Українська дипломатична енциклопедія: У 2-х т./Редкол.:Л. В. Губерський (голова) та ін. К: Знання України, 2004 Т.1 760 с. ISBN 966-316-039-X
- Нагорна Л. Дискурс-аналіз // Політична енциклопедія. Редкол.: Ю. Левенець (голова), Ю. Шаповал (заст. голови) та ін. К.: Парламентське видавництво, 2011. с.218 ISBN 978-966-611-818-2
- Кулик В. Дискурс політичний // Політична енциклопедія. Редкол.: Ю. Левенець (голова), Ю. Шаповал (заст. голови) та ін. К.: Парламентське видавництво, 2011. с.219
- Бацевич Ф. Основи комунікативної лінгвістики: Підручник/ Флорій Бацевич. К.: Академія, 2004. 342 с.